# Aberavon Cup
L'Aberavon Cup è stato un torneo femminile di tennis che si disputava ad Aberavon in Gran Bretagna.

## Albo d'oro

### Singolare
| Anno | Campionessa          | Finalista     | Punteggio |
| ---- | -------------------- | ------------- | --------- |
| 1972 | Margaret Smith Court | Virginia Wade | 6-3, 6-4  |
| 1973 | Virginia Wade        | Julie Heldman | 6-3, 6-1  |

### Doppio
| Anno | Campionesse                        | Finalista                  | Punteggio     |
| ---- | ---------------------------------- | -------------------------- | ------------- |
| 1972 | Margaret Smith Court Virginia Wade | Julie Heldman Betty Stöve  | 6-0, 6-3      |
| 1973 | Marita Redondo Virginia Wade       | Julie Heldman Ann Kiyomura | 4-6, 6-3, 7-6 |